# Розье, Филипп
Фили́пп Розье́ (фр. Philippe Rozier; 5 февраля 1963; Мелён, Сена и Марна) — французский спортсмен-конник, чемпион Олимпийских игр 2016 года в командном конкуре. Участник Олимпийских игр 1984, 2000 и 2016 годов.

## Биография
Начал тренироваться в 10 лет на конной ферме Grands Champs в Буа-ле-Руа, во многом благодаря своему отцу, Марселю Розье, чемпиону Олимпийских игр 1976 года в Монреале. В 17 лет стал чемпионом Европы среди юниоров в командном конкуре, а в 20 — вице-чемпионом Франции. Благодаря этому, в 1984 году отправился на свои первые Олимпийские игры в Лос-Анджелесе, когда ему было всего 20 лет. На играх он занял 20-е место в индивидуальном конкуре и 6-е место в командном.
На свои вторые олимпийские игры он отправился спустя 16 лет. На Олимпийских играх в Сиднее, он занял 21-е место в индивидуальном конкуре, не пройдя в финал и 4 место в командном конкуре. И вновь, прошло 16 лет, прежде чем Филипп попал на Олимпийские игры. Изначально, он не был в числе участников Олимпийских игр в Рио-де-Жанейро, но из-за травмы у лошади Симона Делестра, его в последний момент добавили в состав сборной. В результате он стал 23-м в индивидуальном конкуре и выиграл золотую медаль в команде.
Является обладателем серебряных медалей в соревнованиях по командному конкуру на всемирных конных играх и чемпионатах Европы, а также занял 2-е место на финале Кубка мира в Берси.
В 2017 году выпустил автобиографию «Fils de».

## Награды и звания
30 ноября 2016 года было присвоено звание кавалера ордена Почётного легиона.